# Christophe Borgel
Pour les articles homonymes, voir Borgel.
Christophe Borgel, né le 3 septembre 1963 à Poitiers, est un homme politique français, membre du Parti socialiste. Il est député de la neuvième circonscription de la Haute-Garonne de juin 2012 à juin 2017.

## Biographie
Issu d'une famille de juifs tunisiens par son père, ce dernier est enseignant à l'université et sa mère professeure de français. Durant son enfance, Christophe Borgel vit dix ans à Sétif en Algérie, avant d'emménager à Annaba. Lui et sa famille rejoignent la France en 1981.
Christophe Borgel est président de l'Union nationale des étudiants de France - Indépendante et démocratique (UNEF-ID) de 1988 à 1991.
En 1992, il fonde l'AFEV (Association de la fondation étudiante pour la ville).
Il est conseiller technique des ministres Claude Allègre puis Jack Lang. Il est inspecteur de l'Académie de Paris, nommé à ce poste par décret, ce qui engendre une polémique relevée par la Cour des comptes,.
Ancien élu dans le 19e arrondissement de Paris, Borgel est ensuite tête de liste du PS à l'élection municipale de 2008 à Villepinte (Seine-Saint-Denis). Devancé par l'apparentée PC Nelly Roland Iriberry, il fusionne sa liste avec celle-ci et devient ainsi premier adjoint au maire.
Proche de Jean-Christophe Cambadélis depuis son passage à l'UNEF-ID, et appartenant comme lui au courant des partisans de Dominique Strauss-Kahn, Christophe Borgel est l'un des principaux artisans de la campagne de Martine Aubry lors du congrès de Reims du PS en 2008.
Après l'élection de cette dernière comme première secrétaire du PS, il est nommé secrétaire national chargé de la vie des fédérations et des élections. Poste qu'il continue à occuper après son entrée dans l'équipe de campagne de Martine Aubry (à la suite de la non-candidature de Dominique Strauss-Kahn) pour la primaire 2011 organisée par le Parti socialiste et le PRG. À ce titre, il est chargé de négocier le gel de circonscriptions pour les partenaires et pour la féminisation, en vue des élections législatives de 2012.
En mars 2010, il est élu au conseil régional d'Île-de-France en Seine-Saint-Denis mais perd l'élection à la présidence du groupe socialiste et apparentés, remportée par Guillaume Balas (32 voix contre 22), proche de Benoît Hamon.
Le 11 janvier 2012, il est investi par le Parti socialiste candidat dans la 9e circonscription de la Haute-Garonne pour les élections législatives de 2012. L'investiture dans la circonscription était initialement réservée à une femme. Le duel entre Mmes Crayssac et Pellefigue est serré et tendu et Mme Pellefigue dénonce des irrégularités sur la commune de Portet-sur-Garonne. Les instances du Parti socialiste étudient la situation locale et Christophe Borgel, en tant que secrétaire national du PS aux élections, est chargé d'une commission d'enquête. L'élection pour l'investiture est annulée et Borgel est désigné candidat par le Bureau national du parti dans la circonscription. Au premier tour, il arrive en tête avec 29,88 % des suffrages exprimés. Au second tour, il bat la candidate UMP Élisabeth Pouchelon avec 64,62 % des suffrages.
Une fois élu, il démissionne rapidement de son mandat de conseiller municipal de Villepinte mais attend avril 2013 pour démissionner de celui de conseiller régional de la région Île-de-France (il est remplacé par Tania Assouline). Borgel défend cette démission tardive par la nécessité de mener à bout certains dossiers.
Christophe Borgel est le rapporteur, à l'Assemblée nationale, du projet de loi relatif au non-cumul des mandats, adopté définitivement par le Parlement le 22 janvier 2014.
Il est chargé de l'organisation de la primaire citoyenne de 2017. Il est éliminé dès le 1er tour des législatives de 2017 et quitte la scène politique.

### Vie privée
Il a deux filles, dont la mère est Anne Hommel, et un fils.